# Пітішево (Аліковський район)
Піті́шево (рос. Питишево, чув. Питĕшкасси) — присілок у складі Аліковського району Чувашії, Росія. Адміністративний центр Пітішевського сільського поселення.
Населення — 200 осіб (2010; 197 у 2002).
Національний склад:
- чуваші — 99 %